# Бирккаршпитце
Бирккаршпитце (нем. Birkkarspitze) — гора в горной цепи Карвендель системы Северных Известняковых Альп в австрийской земле Тироль (округ Инсбрук-Ланд). Крупнейшая вершина массива Карвендель (2749 м).
Бирккаршпитце состоит из известняка формации Веттерштайн из верхнего триаса с морскими водорослями, которые обитали в тропическом климате в мелких лагунах.
Бирккаршпитце является вершиной цепи Гинтероталь-Фомпер с высотой 2749 м над уровнем моря. Это наивысшая гора массива Карвендель. Вместе с тремя вершинами группы Одкаршпитцен он образует мощный центр в центре Карвенделя.
На Бирккаршпитце можно подняться из Карвендельхауса за 2-3 часа через Шлоххкар и через перевал Шлохкарсаттель (2635 м). В нескольких метрах к востоку от Шлохкарсаттель находится хижина Бирккар (2640 м), бивуак, от которого ведёт путь к вершине. Восхождение с юга от Гинтероталь возможен через ущелье Бирккарк и западный Бирккар. 
Первое восхождение было совершено 6 июля 1870 года Германом фон Бартом. Восхождение главного героя на Бирккаршптице изображено в романе «Ночь нежна» (1934).

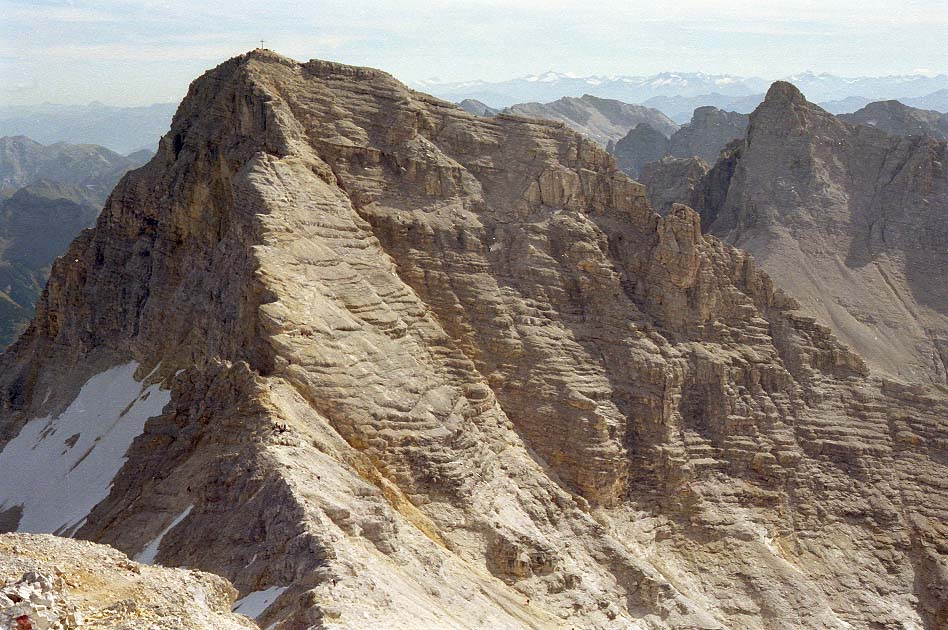
Вид на Бирккаршпитце с запада
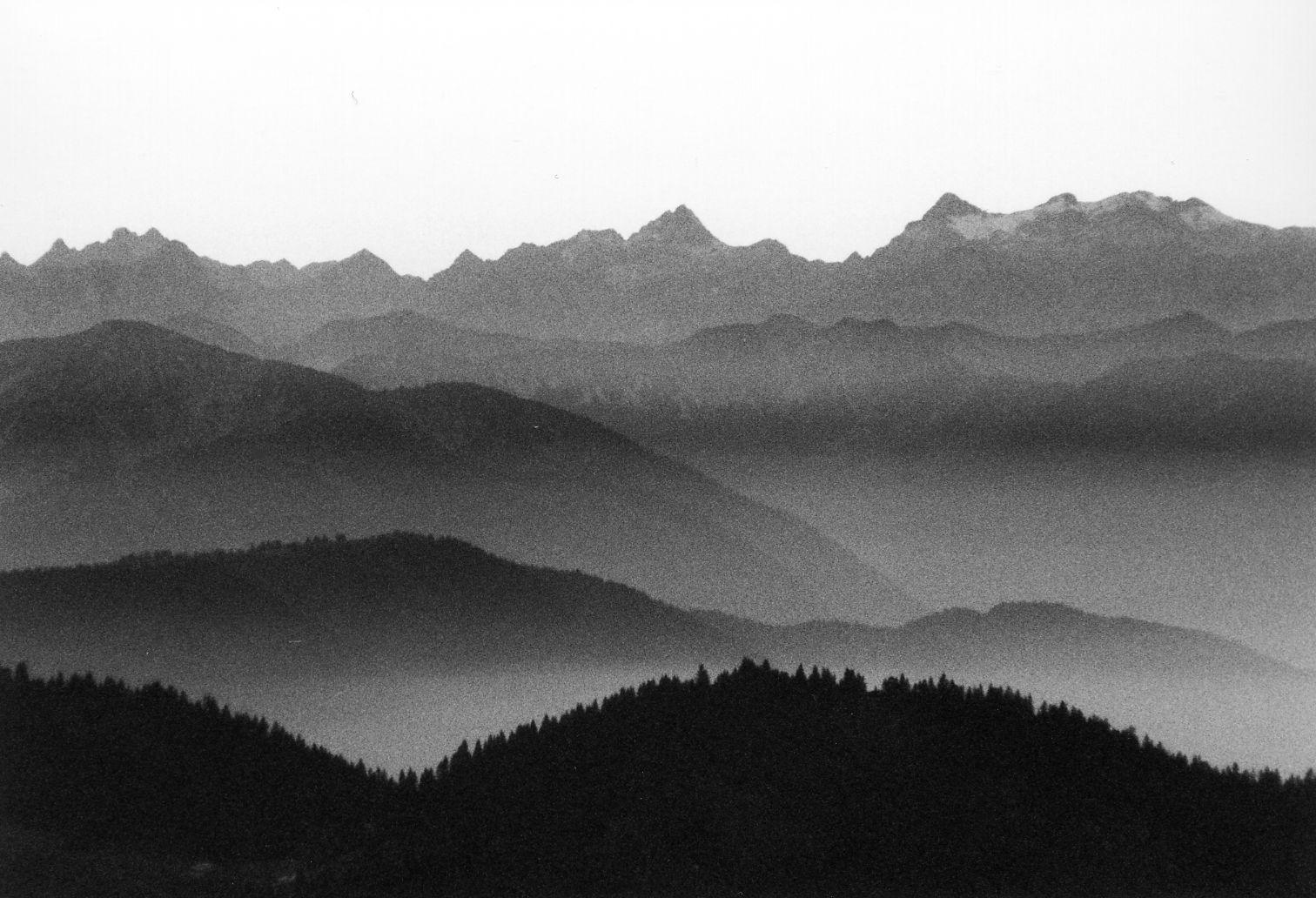
Вид с севера на самые высокие пики Карвенделя. На заднем плане справа Бирккаршпитце и тройная группа Одкаршпитцен
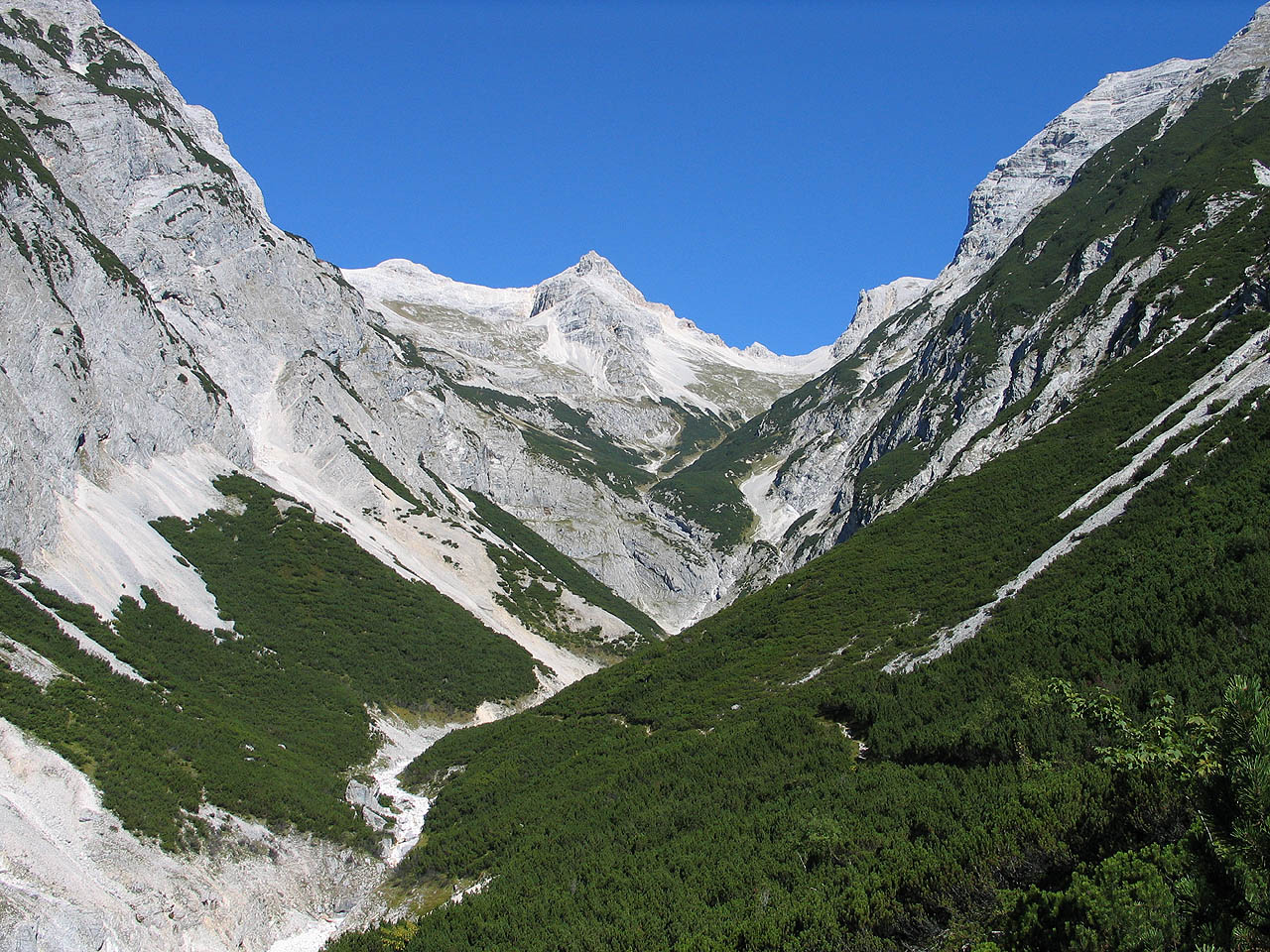
Вид на Бирккаршпитце с юга
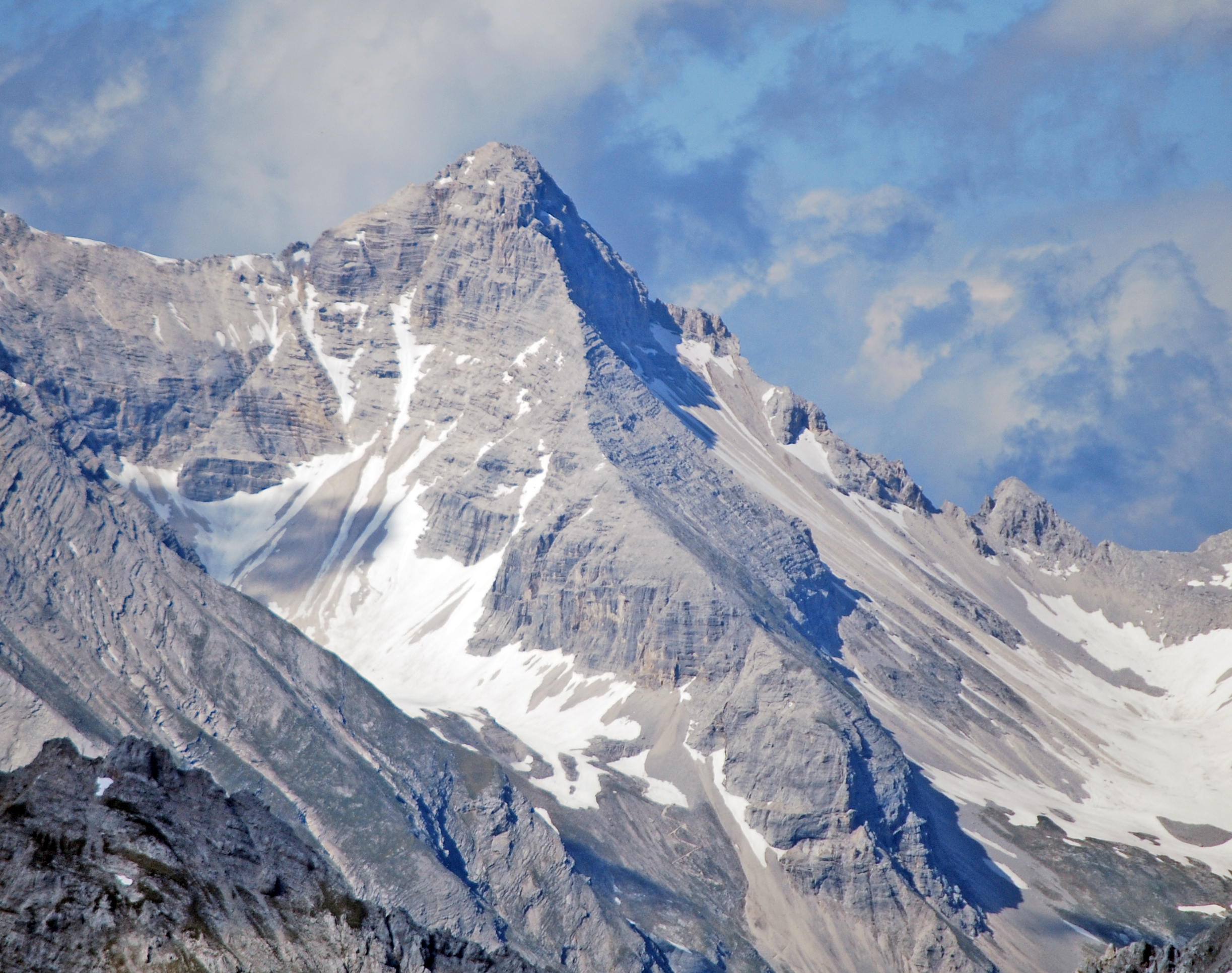
Вид на Бирккаршпитце с юго-запада